# Pirro Ligorio
Pirro Ligorio, född 1513 eller 1514 i Neapel, död 30 oktober 1583 i Ferrara, var en manieristisk bildkonstnär, antikvarie, arkitekt och trädgårdsdesigner under den italienska senrenässansen.

## Verksamhet

### Målare
Pirro Ligorio arbetade till en början för släkten Carafa i Neapel. Möjliga verk från tidiga år omnämns inte av hans förste levnadstecknare Giovanni Baglione (Le vite de’ pittori, scultori, architetti, Rom 1642). 1534 kom Ligorio till Rom. Den enda målning som är kvar idag är den efter 1542 tillkomna fresk som framställer Salomes dans i Oratorio di San Giovanni Decollato. Ligorio studerade i Rom de antika ruinerna och skulpturerna liksom antika mynt och närliggande arbetsutrustning. Samtidigt som han trädde i tjänst hos kardinal Ippolito II d'Este år 1549, kom Pirro Ligorios måleri att skjutas i bakgrunden. På uppdrag av kardinalen började han med utgrävningar vid Hadrianus villa nära Tivoli.

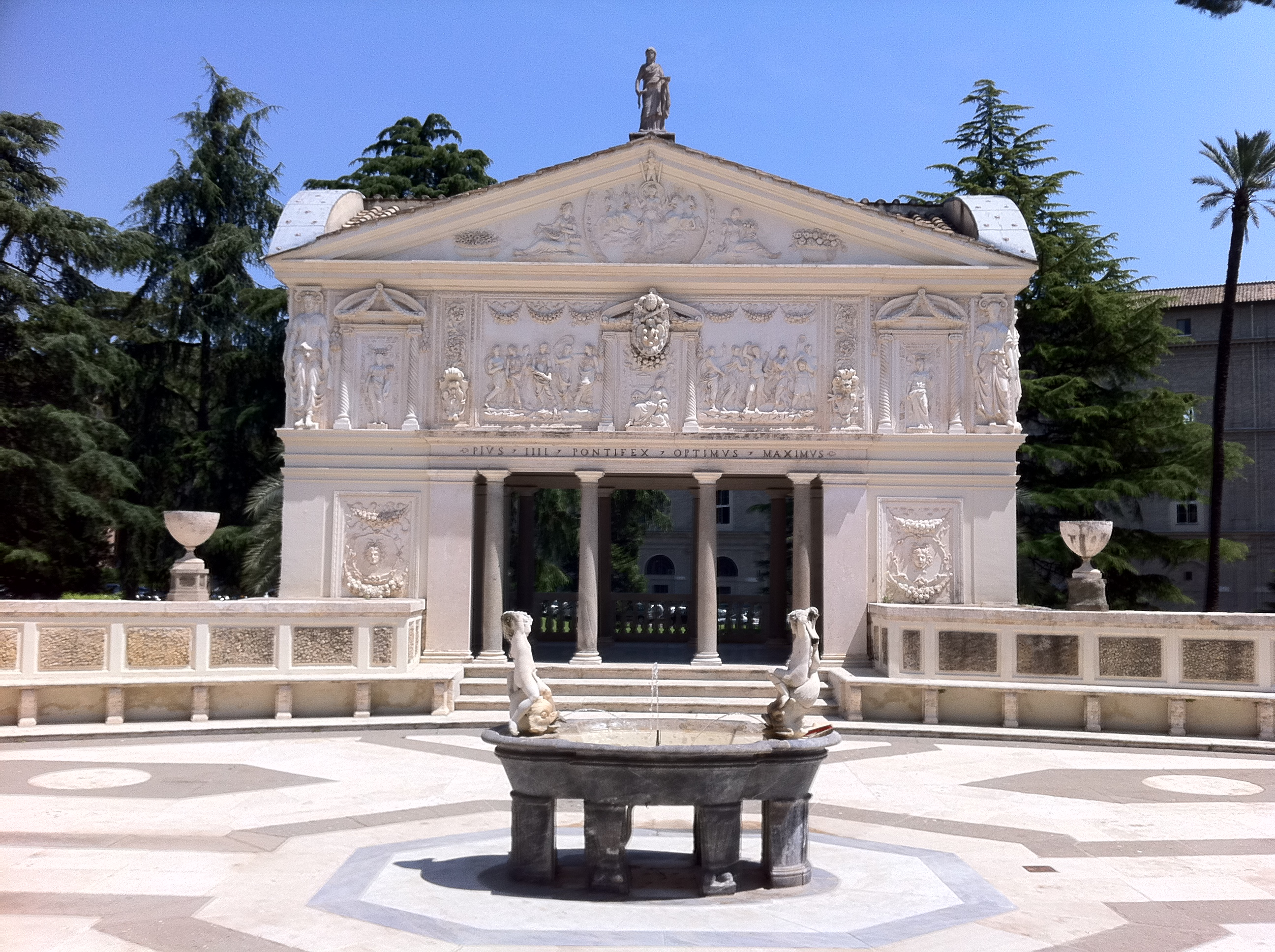
Gårdsplan till Casina di Pio IV.

### Arkitekt
I sin verksamhet som arkitekt började han med att skapa Palazzo Torres (idag Lancelotti) vid Piazza Navona i Rom (runt 1553). Han antas även ha medverkat vid utformningen av Vicino Orsinis stora manieristiska slottsträdgård Sacro Bosco i Bomarzo vid ungefär samma tid. Från 1557–1558, under påve Paulus IV tid (1555–1559) omnämns han i dokument som påvlig arkitekt. Åt den nästföljande påven Pius IV (1559–1565) ritade han Casina di Pio IV som ligger i Vatikanträdgårdarna. Han blev medarbetare av Fabbrica di San Pietro, det vill säga förnyandet av Peterskyrkan under ledning av Michelangelo. Efter Michelangelos död år 1564 blev han chefsarkitekt för Peterskyrkan. Hans medarbetare var bland andra Giacomo Barozzi da Vignola. Denna ansedda ställning hade han emellertid bara i ett år. På grund av förtal sattes han en kort tid i fängelse sommaren 1565 och avskedades i november från sin påvliga tjänst. 1567 återvände han till Tivoli. Åt Ippolito d'Este ritade han Villa d'Estes trädgård. Vattenspelet där ordnade han genom att leda om en biflod till floden Aniene. Efter kardinalens bortgång flyttade han till Ferrara. Där tjänstgjorde han vid hertig Alfonso II d'Estes hov. Han var bland annat byggnadsingenjör för stadens högvattenskydd mot översvämningar av floden Po.

### Antikvarie
Vid sidan av sina konstnärliga arbeten efterlämnade Ligorio en diger samling manuskript som idag är fördelade på olika arkiv och bibliotek i Europa (bland andra Bodleian Library i Oxford, Bibliothèque nationale de France i Paris, Biblioteca Nazionale i Neapel och Archivio di Stato i Turin). I dessa sammanförde han sin tids vetande på många kunskapsområden om antiken, ofta kompletterat med egna observationer av Roms kvarlämningar från denna tid. Hans teckningar i dessa manuskript och på enskilda blad, av ruiner från antikens Rom och från utgrävningar av antika byggnader och husgrunder i Tivoli, är av stort värde för forskningen, även om vissa förfalskningar av honom, särskilt inom epigrafiken, upptäcktes på 1800-talet. Hans tillägg och rekonstruktioner av antika statyfragment, som han på papper hjälpte till deras forna helhet och skönhet, värderas idag mycket högre än av 1800-talets arkeologiska forskning. Såg man i dessa ett bevis på förfalskaren Ligorios "otyglade fantasi" (Christian Hülsen 1901) och utdömde hans teckningar som "ytterst smaklösa påhitt", vars beskrivningar "var helt och hållet tagna ur luften" (Hermann Dessau 1883), ser man hans rekonstruktioner idag som konstnärens försök att ur den noggranna iakttagelsen av antika fragment tillsammans med de filologiska studierna komma fram till nya insikter om antikens värld. 1987 bildades i Rom en nationalkommitté med uppgift att ägna sig åt studiet av Pirro Ligorios verk. På så sätt ville man öka kännedomen om hans omfattande konstnärliga, arkitektoniska, historiska och antikvariska verksamhet. 1989 bildades en redaktion kallad Comitato Nazionale per l'Edizione Nazionale di Pirro Ligorio, vilken har som mål att publicera samtliga manuskript av Ligorio i 24 band.

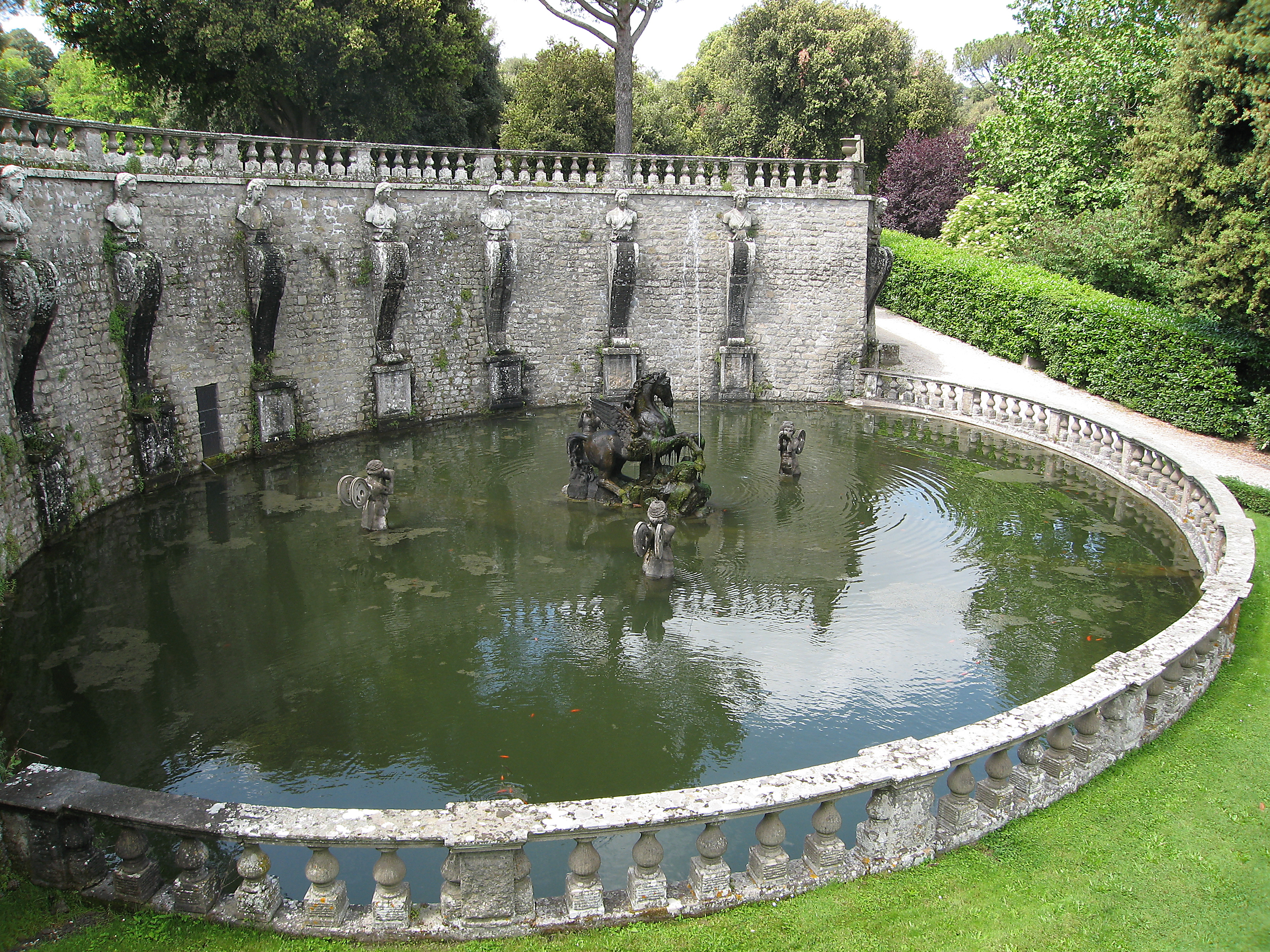
Pegasos fontän vid Villa Lante i Bagnaia.

## Byggnader och anläggningar
- Villa d'Estes trädgårdsanläggning med nymfeum och vattenorgel (1565)
- Sacro Boscos anläggning i Bomarzo
- Villa Giulias nymfeum
- Färdigställande av Cortile del Belvedere (1562–1565)
- Casina di Pio IV i Vatikanstaten
- Villa Lantes fontäner i Bagnaia

## Skrifter
- Libro di Pyrrho Ligorio Napolitano delle antichità di Roma (Venedig: Tramezzino, 1553)
  - Återutgiven under titeln: Delle antichità di Roma: Circi, amphitheatri con numerose tavole e pianta cinquecentesca di Roma (Rom, 1989)
- Il libro delle antichità (MS, Bibliothèque Nationale, Paris)
- Il Libro di Disegni di Pirro Ligorio all'Archivio di Stato di Torino (Rom, 1994)
- Libro dell’antica città di Tivoli e di alcune famose ville, A. Ten (red) (Rom 2005)
- Libri degli eroi e uomini illustri dell'antichità (B. Palma Venetucci (red) (Rom, 2005)
- Libro di diversi terremoti (E. Guidoboni (red) (Rom, 2005)